# Салават (Ислям)
Салават (на арабски: صَلَوَات; множествено на صَلَاة), или Дуруд (на урду: دُرُود), е ислямска допълваща арабска фраза, която съдържа преклонение пред Мухаммед. Тази фраза обикновено се изразява от мюсюлманите като част от техните пет ежедневни намаза (обикновено по време на тешеххуд), а също и когато се споменава името на Мухаммед.

## Значимост в исляма
В исляма, Салават се смята се за важно, защото това е молитва, призоваваща благословиите и милостта на Аллах към Неговия пророк Мухаммед, и също така е задължително за мюсюлманите да го поддържат във висока почит като знак на уважение и любов към него. 
Освен това е Божествено упълномощено към мюсюлманите да подкрепят и почитат Пророка. Аллах с.в.т казва в Корана сура 33 айет 56: 
| “ | 56. Аллах и Неговите меляикета благославят Пророка. О, вярващи! Благославяйте го, и вие, и го поздравете с селям!"— превод Неизвестен | ” |

Дори самият Пратеник (салляллаху алейхи ве селлем) напомни за последствията от неизпращането на Салават към него в хадис: 

الْبَخِيلُ مَنْ ذُكِرْتُ عِنْدَهُ فَلَمْ يُصَلِّ عَلَيَّ

Превод: Скъперникът е, когато се спомене името ми, той не изпраща Салават върху мен.

Също има хадис, в който Пратеникът (салляллаху алейхи ве селлем) също спомена за неговото предимство: 

مَنْ صَلَّى عَلَيَّ وَاحِدَةً، صَلَّى الله بِها عَلَيْهِ عَشْرًا

Превод: Който изпрати върху мен един Салават, Аллах му изпраща десет Салавати.

Насърчава се да изпрати Салават към Пророка (салляллаху алейхи ве селлем), защото Пратеникът (салляллаху алейхи ве селлем) също каза, че дуата не се приема докато не изпрати Салават:

Всяка дуа е възпрепятствана, докато човек не изпрати Салават върху Пророка (салляллаху алейхи ве селлем).

Ибн Кесир спомена в тефсира си, предаден от ал-Бухари, Ебу Алия е казал: 

Салаватът на Аллах (субханеху ве теаля) е Неговата хвала пред меляикетата, Салаватът на меляикетата е дуата, а Салаватът на вярващите е да поиска милостта на Аллах върху Пророка Мухаммед (салляллаху алейхи ве селлем).

## Фрази на Салават
Има различни фрази на Салават, използвани за почитане на Пророка Мухаммед. Тези включват: 

### Саллеллаху алейхи ве селлем
Това е най-широко използваната фраза на Салават сред мюсюлманите. На арабски се пише като صَلَى اللهُ عَلَيْهِ وَسَلَّم. Означава буквално като "мир и благословия на Аллах да бъдат на него".

### Саллеллаху алейхи ве алихи ве селлем
Тази фраза на Салават обикновено е често срещана в контекста на шиитските мюсюлмани. На арабски се пише като صَلَى اللهُ عَلَيْهِ وَآلِهِ وَسَلّم. Означава буквално като "мир и благословия на Аллах да бъдат на него и семейството му."

## Форми на Салават
Има различни форми на Салават, използвани за почитане на Пророка Мухаммед, но най-четената през намаза е: 

اللّهُمَّ صَلِّ عَلى مُحَمَّد وَ عَلى آلِ مُحَمَّد کَما صَلَّیْتَ عَلى آلِ اِبْراهیمَ، بارِکْ عَلى مُحَمَّد وَ عَلى آلِ مُحَمَّد کما بارَکْتَ عَلى اِبْراهیمَ وَعَلى آلِ اِبْراهیمَ فى الْعالَمینَ اِنَّکَ حَمیدٌ مَجیدٌ

Превод: О, Аллах, изпрати мир върху Мухаммед и семейството на Мухаммед, както си изпратил мир върху Ибрахим и семейството на Ибрахим. Изпрати благословия върху Мухаммед и семейството на Мухаммед, както си изпратил благословия върху Ибрахим и семейството на Ибрахим над народите. Ти си Всеславен, Предостоен.